# كسوف الشمس 16 فبراير 2045
سيحدث كسوف حلقي للشمس يوم الخميس 16 فبراير 2045. يحدث كسوف الشمس عندما يمر القمر بين الأرض والشمس ، وبالتالي يحجب صورة الشمس كليًا أو جزئيًا عن مشاهد على الأرض. يحدث الكسوف الحلقي للشمس عندما يكون القطر الظاهري للقمر أصغر من قطر الشمس ، مما يحجب معظم ضوء الشمس ويتسبب في أن تبدو الشمس وكأنها حلقة . يظهر الخسوف الحلقي على شكل كسوف جزئي فوق منطقة من الأرض يبلغ عرضها آلاف الكيلومترات.

## الصور
مسار متحرك

## الخسوفات ذات الصلة

### كسوف الشمس 2044-2047
هذا الكسوف هو جزء من سلسلة كسوف الشمس 2044-2047. يتكرر الكسوف فيكل 177 يومًا تقريبًا و 4 ساعات في العقد المتناوبة من مدار القمر.
| عقدة تصاعدية                                                                                 | عقدة تصاعدية         |     | عقدة تنازلية        | عقدة تنازلية |
| 121                                                                                          | فبراير 28, 2044 حلقي | 126 | أغسطس 23, 2044 كلي  |              |
| 131                                                                                          | فبراير 16, 2045 حلقي | 136 | أغسطس 12, 2045 كلي  |              |
| 141                                                                                          | فبراير 5, 2046 حلقي  | 146 | أغسطس 2, 2046 كلي   |              |
| 151                                                                                          | يناير 26, 2047 جزئي  | 156 | يوليو 22, 2047 جزئي |              |
| يحدث كسوف جزئي للشمس في 23 يونيو 2047 و 16 ديسمبر 2047 في مجموعة خسوف السنة القمرية التالية. |                      |     |                     |              |

### ساروس 131
وهي جزء من دورة ساروس 131 وتتكرر كل 18 سنة و 11 يوماً وتحتوي على 70 حدثاً.
- بدأت السلسلة بكسوف جزئي للشمس في 1 أغسطس 1125.
- وهي تحتوي على كسوف كلي من 27 مارس 1522 حتى 30 مايو 1612
- وخسوف هجين من 10 يونيو 1630 حتى 24 يوليو 1702
- وخسوف حلقي من 4 أغسطس 1720 حتى 18 يونيو 2243.
- تنتهي السلسلة عند العضو 70 ككسوف جزئي في 2 سبتمبر 2369.

كانت أطول مدة الكلية 58 ثانية فقط في 30 مايو 1612. تحدث جميع الكسوفات في هذه السلسلة عند العقدة الصاعدة للقمر.
| تحدث أعضاء السلسلة 33-70 بين عامي 1702 و 2369 | تحدث أعضاء السلسلة 33-70 بين عامي 1702 و 2369 | تحدث أعضاء السلسلة 33-70 بين عامي 1702 و 2369 |
| 33                                            | 34                                            | 35                                            |
| --------------------------------------------- | --------------------------------------------- | --------------------------------------------- |
| يوليو 24, 1702                                | أغسطس 4, 1720                                 | أغسطس 15, 1738                                |
| 36                                            | 37                                            | 38                                            |
| أغسطس 25, 1756                                | سبتمبر 6, 1774                                | سبتمبر 16, 1792                               |
| 39                                            | 40                                            | 41                                            |
| سبتمبر 28, 1810                               | أكتوبر 9, 1828                                | أكتوبر 20, 1846                               |
| 42                                            | 43                                            | 44                                            |
| أكتوبر 30, 1864                               | نوفمبر 10, 1882                               | نوفمبر 22, 1900                               |
| 45                                            | 46                                            | 47                                            |
| ديسمبر 3, 1918 [الإنجليزية]                   | ديسمبر 13, 1936 [الإنجليزية]                  | ديسمبر 25, 1954 [الإنجليزية]                  |
| 48                                            | 49                                            | 50                                            |
| يناير 4, 1973 [الإنجليزية]                    | يناير 15, 1991 [الإنجليزية]                   | يناير 26, 2009                                |
| 51                                            | 52                                            | 53                                            |
| فبراير 6, 2027                                | فبراير 16, 2045                               | فبراير 28, 2063                               |
| 54                                            | 55                                            | 56                                            |
| مارس 10, 2081                                 | مارس 21, 2099                                 | أبريل 2, 2117                                 |
| 57                                            | 58                                            | 59                                            |
| أبريل 13, 2135                                | أبريل 23, 2153                                | مايو 5, 2171                                  |
| 60                                            | 61                                            | 62                                            |
| مايو 15, 2189                                 | مايو 27, 2207                                 | يونيو 6, 2225                                 |
| 63                                            | 64                                            | 65                                            |
| يونيو 18, 2243                                | يونيو 28, 2261                                | يوليو 9, 2279                                 |
| 66                                            | 67                                            | 68                                            |
| يوليو 20, 2297                                | أغسطس 1, 2315                                 | أغسطس 11, 2333                                |
| 69                                            | 70                                            |                                               |
| أغسطس 22, 2351                                | سبتمبر 2, 2369                                |                                               |

### سلسلة تريتوس
هذا الكسوف هو جزء من دورة تريتوس ، يتكرر عند العقد المتناوبة كل 135 شهرًا متزامنًا (≈ 3986.63 يومًا ، أو 11 عامًا ناقص شهر واحد).
مظهرها وخط طولها غير منتظمين بسبب نقص التزامن مع الشهر غير الطبيعي (فترة الحضيض) ، لكن التجمعات المكونة من 3 دورات تريتوس (33 عامًا ناقص 3 أشهر) تقترب (≈ 434.044 شهرًا غير طبيعي) ، لذا فإن الكسوف متشابه في هذه التجمعات.
| أعضاء السلسلة بين عامي 1901 و 2100            | أعضاء السلسلة بين عامي 1901 و 2100            | أعضاء السلسلة بين عامي 1901 و 2100            | أعضاء السلسلة بين عامي 1901 و 2100 |
| --------------------------------------------- | --------------------------------------------- | --------------------------------------------- | ---------------------------------- |
| </img> </br>29 مارس 1903 </br> (ساروس 118)    | </img> </br> 25 فبراير 1914 </br> (ساروس 119) | </img> </br> 24 يناير 1925 </br> (ساروس 120)  |                                    |
| </img> </br> 25 ديسمبر 1935 </br> (ساروس 121) | </img> </br> 23 نوفمبر 1946 </br> (ساروس 122) | </img> </br> 23 أكتوبر 1957 </br> (ساروس 123) |                                    |
| </img> </br> 22 سبتمبر 1968 </br> (ساروس 124) | </img> </br> 22 أغسطس 1979 </br> (ساروس 125)  | </img> </br> 22 يوليو 1990 </br> (ساروس 126)  |                                    |
| </img> </br> 21 يونيو 2001 </br> (ساروس 127)  | </img> </br> 20 مايو 2012 </br> (ساروس 128)   | </img> </br> 20 أبريل 2023 </br> (ساروس 129)  |                                    |
| </img> </br> 20 مارس 2034 </br> (ساروس 130)   | </img> </br> 16 فبراير 2045 </br> (ساروس 131) | </img> </br> 16 يناير 2056 </br> (ساروس 132)  |                                    |
| </img> </br> 17 ديسمبر 2066 </br> (ساروس 133) | </img> </br> 15 نوفمبر 2077 </br> (ساروس 134) | </img> </br> 14 أكتوبر 2088 </br> (ساروس 135) |                                    |
| </img> </br> 14 سبتمبر 2099 </br> (ساروس 136) |                                               |                                               |                                    |

### سلسلة ميتونيك
تتكرر السلسلة ميتونيك كل 19 عامًا (6939.69 يومًا) ، وتستمر حوالي 5 دورات. يحدث الكسوف في نفس تاريخ التقويم تقريبًا. بالإضافة إلى ذلك ، تتكرر سلسلة أكتون الفرعية 1/5 من ذلك أو كل 3.8 سنوات (1387.94 يومًا). تحدث جميع الكسوفات في هذا الجدول عند العقدة الصاعدة للقمر.
| 21 حدثًا من أحداث الكسوف ، تتقدم من الجنوب إلى الشمال بين 13 يوليو 2018 و 12 يوليو 2094 | 21 حدثًا من أحداث الكسوف ، تتقدم من الجنوب إلى الشمال بين 13 يوليو 2018 و 12 يوليو 2094 | 21 حدثًا من أحداث الكسوف ، تتقدم من الجنوب إلى الشمال بين 13 يوليو 2018 و 12 يوليو 2094 | 21 حدثًا من أحداث الكسوف ، تتقدم من الجنوب إلى الشمال بين 13 يوليو 2018 و 12 يوليو 2094 | 21 حدثًا من أحداث الكسوف ، تتقدم من الجنوب إلى الشمال بين 13 يوليو 2018 و 12 يوليو 2094 |
| 12-13 يوليو                                                                            | 30 أبريل - 1 مايو                                                                      | من 16 إلى 17 فبراير                                                                    | 5-6 ديسمبر                                                                             | من 22 إلى 23 سبتمبر                                                                    |
| 117                                                                                    | 119                                                                                    | 121                                                                                    | 123                                                                                    | 125                                                                                    |
| -------------------------------------------------------------------------------------- | -------------------------------------------------------------------------------------- | -------------------------------------------------------------------------------------- | -------------------------------------------------------------------------------------- | -------------------------------------------------------------------------------------- |
| </img> </br> 13 يوليو 2018                                                             | </img> </br> 30 أبريل 2022                                                             | </img> </br> 17 فبراير 2026                                                            | </img> </br> 5 ديسمبر 2029                                                             | </img> </br> 23 سبتمبر 2033                                                            |
| 127                                                                                    | 129                                                                                    | 131                                                                                    | 133                                                                                    | 135                                                                                    |
| </img> </br> 13 يوليو 2037                                                             | </img> </br> 30 أبريل 2041                                                             | </img> </br> 16 فبراير 2045                                                            | </img> </br> 5 ديسمبر 2048                                                             | </img> </br> 22 سبتمبر 2052                                                            |
| 137                                                                                    | 139                                                                                    | 141                                                                                    | 143                                                                                    | 145                                                                                    |
| </img> </br> 12 يوليو 2056                                                             | </img> </br> 30 أبريل 2060                                                             | </img> </br> 17 فبراير 2064                                                            | </img> </br> 6 ديسمبر 2067                                                             | </img> </br> 23 سبتمبر 2071                                                            |
| 147                                                                                    | 149                                                                                    | 151                                                                                    | 153                                                                                    | 155                                                                                    |
| </img> </br> 13 يوليو 2075                                                             | </img> </br> 1 مايو 2079                                                               | </img> </br> 16 فبراير 2083                                                            | </img> </br> 6 ديسمبر 2086                                                             | </img> </br> 23 سبتمبر 2090                                                            |
| 157                                                                                    |                                                                                        |                                                                                        |                                                                                        |                                                                                        |
| </img> </br> 12 يوليو 2094                                                             |                                                                                        |                                                                                        |                                                                                        |                                                                                        |

## روابط خارجية
- www.solar-eclipse.de - متوسط التغطية السحابية والمدن على طول مسار الكسوف
- http://eclipse.gsfc.nasa.gov/SEplot/SEplot2001/SE2038Jan05A. GIF
- http://eclipse.gsfc.nasa.gov/SEplot/SEplot2001/SE2038Jul02A. GIF